# Витмар
Витмар (њем. Wittmar) општина је у њемачкој савезној држави Доња Саксонија. Једно је од 37 општинских средишта округа Волфенбител. Према процјени из 2010. у општини је живјело 1.251 становника. Посједује регионалну шифру (AGS) 3158036.

## Географски и демографски подаци
Витмар се налази у савезној држави Доња Саксонија у округу Волфенбител. Општина се налази на надморској висини од 131 метра. Површина општине износи 4,6 km². У самом мјесту је, према процјени из 2010. године, живјело 1.251 становника. Просјечна густина становништва износи 269 становника/km².